# كيه إس إس-3 (غواصة)
كيه إس إس-3 (الغواصة الكورية الفئة الثالثة؛ والمعروفة رسميًا باسم فئة دوسان آن تشانغهو)، هي سلسلة من الغواصات الهجومية متعددة الأغراض التي تعمل بالديزل والكهرباء، يجري بناؤها حاليًا لصالح البحرية الكورية الجنوبية بالتعاون بين شركتي هانوا أوشن وHD هيونداي للصناعات الثقيلة.
تمثل غواصات كيه إس إس-3 المرحلة النهائية من برنامج الغواصات الهجومية الكورية، وهو برنامج استراتيجي من ثلاث مراحل يهدف إلى بناء 27 غواصة هجومية لصالح البحرية الكورية الجنوبية خلال الفترة الممتدة بين عامي 1994 و2029.
يهدف هذا المشروع إلى تطوير تسع غواصات هجومية تعمل بالديزل والكهرباء وقادرة على إطلاق صواريخ باليستية من الغواصات، حيث يجري بناؤها على ثلاث دفعات زمنية من عام 2014 إلى 2029.
حتى الآن، تم إطلاق ثلاث غواصات من الدفعة الأولى. دخلت الغواصة الأولى، "ROKS Dosan Ahn Changho"، الخدمة رسميًا في 13 أغسطس 2019. أما الغواصة الثانية، "ROKS Ahn Mu"، فدخلت الخدمة  في 20 أبريل 2023.
تمثل هذه الغواصات تطورًا كبيرًا في القدرات الدفاعية للبحرية الكورية الجنوبية، وتعد جزءًا من جهود البلاد لتعزيز قدراتها البحرية والردع الاستراتيجي في المنطقة.

## تفاصيل التطوير
أصدرت وكالة تطوير الدفاع في كوريا الجنوبية (ADD) ما مجموعه خمسة طلبات لتقديم مقترحات لمشروع الغواصة كي إس إس-III في فبراير 2009.

منحت وزارة الدفاع في كوريا الجنوبية عقدًا إلى شركة دايو لبناء السفن والهندسة البحرية (DSME) في ديسمبر 2012 لبناء غواصتين من طراز كي إس إس-III.

تم منح عقد الغواصة الثالثة من الدفعة الأولى لشركة هيونداي للصناعات الثقيلة (HHI) في نوفمبر 2016.

أقيم حفل قطع الصلب للغواصة الرئيسية فئة كي إس إس-III الدفعة الأولى (Dosan Ahn Chang-ho) في حوض بناء السفن أوكبو في شركة دايو لبناء السفن والهندسة البحرية (DSME) في نوفمبر 2014 وتم إطلاق الغواصة في سبتمبر 2018. وتجري التجارب البحرية للغواصة، بينما ومن المقرر التسليم في نهاية عام 2020.

بلغت كلفة الغواصة الأولى قرابة 700 مليون دولار أمريكي.

تم وضع عارضة الغواصة الثانية (Son Byong-hi)، في يوليو 2016. وسيتم تسليمها بحلول نهاية عام 2022.

بدأ بناء الغواصة الثالثة والأخيرة من الدفعة الأولى في حوض بناء السفن لشركة هيونداي للصناعات الثقيلة (HHI) في أولسان في يونيو 2017. تسمى الغواصة (Yi Dongnyeong).

تمت الموافقة على بناء غواصات فئة كي إس إس-III الوجبة الثانية في مارس 2019. اختارت إدارة برنامج اكتساب الدفاع في كوريا الجنوبية (DAPA) شركة دايو لبناء السفن والهندسة البحرية (DSME) للتصميم الأساسي لغواصات الدفعة الثانية في مايو 2016.

ومن المتوقع تسليم الغواصة الأخيرة للمشروع بحلول عام 2029.

## تصميم ومواصفات الوجبة الأولى من غواصات فئة كي إس إس-III
يبلغ طول غواصات الفئة كي إس إس-III الوجبة الأولى قرابة 83.3 متر وعرضها 9.6 متر وسيكون غاطسها 7.62 متر. مع ازاحة إجمالية تبلغ حوالي 3000 طن، ستكون الغواصات قادرة على استيعاب طاقم من 50 فردًا.

سيتم تشغيل الغواصات والتحكم فيها باستخدام وحدات التحكم في التوجيه والغوص التي طورتها مجموعة ECA.

سيسمح الطيار الآلي العددي في وحدات التحكم بتشغيل الغواصة والتحكم فيها في أوضاع اوتوماتيكية ويدوية ومختلطة.

ستحمل الغواصات السونار النشط المستمر (CAS) والسونار صفيف الجناح (FAS) للكشف عن الأهداف وتصنيفها وتوطينها.

سيتم دمج الغواصات فئة كي إس إس-III أيضًا مع نظام إدارة القتال الذي طورته شركة (هانوها) لمهمة التسلح، وكشف الهدف وتتبعه، والانخراط في الارتباط مع أجهزة الاستشعار.

## تسليح الوجبة الأولى من غواصات فئة كي إس إس-III
سيتم تجهيز الغواصات فئة كي إس إس-III الوجبة الأولى بستة أنابيب لنظام التشغيل الرأسي (VLS) وثمانية أنابيب طوربيد مقاس 533 ملم.

ستكون السفن أيضًا قادرة على حمل صواريخ كروز والصواريخ البالستية.
سيتم تجهيز الغواصتين الأولى والثانية في الوجبة الأولى بنظام مناولة وإطلاق الأسلحة من بابكوك (WHLS).

يشتمل نظام مناولة وإطلاق الأسلحة من بابكوك (WHLS) على تفريغ إيجابي مدفوع بمضخة توربينات هوائية (ATP) ونظام إطلاق صمام إطلاق قابل للبرمجة (PFV). يوفر التوافق مع الصواريخ والطوربيدات والألغام التي تنتجها الموردين في إسبانيا وكوريا الجنوبية والمملكة المتحدة.

## مستشعرات وأنظمة الملاحة في الوجبة الأولى من غواصات فئة كي إس إس-III
سيتم تجهيز غواصات الوجبة الأولى بجيل جديد من أجهزة المراقبة الالكتروضوئية من سافران للألكترونيات والدفاع، والذي سيحتوي على دقة عالية للصور وقدرات المعالجة.

سيتم دمج الغواصات فئة كي إس إس-III مع نظام ذكاء الإشارات (SIGINT) ونظام الأشعة تحت الحمراء (IR) للاتصالات السرية. سيتم تثبيت ارتباط بيانات تكتيكي Link 11 لتسهيل نقل البيانات الآمن.

وستشمل مساعدات الملاحة على متن الغواصات نظام الملاحة بالقصور الذاتي (INS) ونظام تحديد المواقع العالمي (GPS).

ستحتوي الغواصة أيضًا على رادار بحري، ونظام دعم إلكتروني نوع (PEGASO (ESM ، وسونار نشط، وسونار مصفوفة مقطوعة للكشف عن الأهداف.

## المحركات والدفع
ستكون الغواصات فئة كي إس إس-IIIالوجبة الأولى مدعومة بنظام دفع كهربائي يعمل بالديزل والكهرباء وخلايا الوقود، قادرة على إجراء عمليات تحت الماء لمسافات طويلة لمدة تصل إلى 20 يومًا.
يمكن أن تحقق الغواصات سرعة تشغيل قصوى تبلغ حوالي 20 عقدة ونطاق إبحار يبلغ 10000 ميل بحري.

## المتعاقدون في المشروع
حصلت شركة ساكيم (الآن سافران للالكترونيات والدفاع) على عقد من شركة دايو لبناء السفن والهندسة البحرية (DSME) لتزويد أجيال جديدة من صواري المراقبة الكهروضوئية للاندماج في أول غواصتين من الوجبة الأولى في أكتوبر 2014.

حصلت شركة بابكوك على عقد من شركة دايو لبناء السفن والهندسة البحرية (DSME) في سبتمبر 2017 لتصميم وإنتاج نظام مناولة وإطلاق الأسلحة (WHLS) للغواصات من الوجبة الأولى والثانية حتى عام 2024.

أبرمت شركة دايو لبناء السفن والهندسة البحرية (DSME) عقدًا مع شركة (ECA) في يونيو 2020 لتوريد وحدات التحكم في التوجيه والغوص لأول غواصة فئة كي إس إس-III من الوجبة الثانية. من المقرر تسليم المعدات في عام 2023، بينما ستكتمل الاختبارات التشغيلية بحلول عام 2027. 

تقوم شركة هانوها بتزويد نظام إدارة القتال لكل من الغواصات من الوجبة الأولى والثانية، في حين توفر شركة (LIG Nex1) مجموعات السونار ذات الأجنحة.

## الدول المشغلة
كوريا الجنوبية.

## الزبائن المحتملين
الهند.